# 라스트 리조트 (드라마)
라스트 리조트(Last Resort)는 2012년 9월 27일부터 2013년 1월 24일까지 ABC에서 방영중인 밀리터리 드라마이다.

## 출연
- 앤드리 브라우어 - 마커스 채플린 역
- 스콧 스피드먼 - 샘 켄들 역
- 데이지 베츠 - 그레이스 셰퍼드 역
- 카미유 디 파지스 - 소피 지라르 역
- 디천 래크먼 - 타니 툼렌자크 역
- 대니얼 리싱 - 제임스 킹 역
- 사 나우자 - 줄리언 세릿 역
- 어텀 리저 - 카일리 싱클레어 역
- 제시 슈람 - 크리스틴 켄들 역
- 로버트 패트릭 - 조지프 프로서 역